# Че (вірменська літера)
Ճ, ճ (че, вірм. ճէ) — дев'ятнадцята літера вірменської абетки.
В класичній вірменській мові позначає звук /tʃ/. У східному діалекті — /tʃ'/, у західному — /dʒ/.
Числове значення — 100.
В Юнікоді має такі коди: U+0543 для Ճ, U+0573 для ճ. В інших типах кодування відсутня.
| Вірменська абетка | Вірменська абетка |
| --- | ----------------- |
| Ա · Բ · Գ · Դ · Ե · Զ · Է · Ը · Թ · Ժ · Ի · Լ · Խ · Ծ · Կ · Հ · Ձ · Ղ Ճ · Մ · Յ · Ն · Շ · Ո · Չ · Պ · Ջ · Ռ · Ս · Վ · Տ · Ր · Ց · Ւ · Փ · [[Ке (вірменська літера)\|АплКо |                   |